# Maardu (jezioro)
Maardu järv (est. Maardu järv) – jezioro w mieście Maardu, w prowincji Harjumaa, w Estonii. Ma powierzchnię 160 hektarów, linię brzegową o długości 5876 m, długość 1400 m i szerokość 920 m.